# Acqua passata (opera)
Acqua passata è un'opera teatrale ("scene popolari") di Augusto Novelli. Venne rappresentata per la prima volta al Teatro Alfieri di Firenze il 29 febbraio 1908 dalla Compagnia Toscana di Andrea Niccoli.
Novelli scrisse di aver voluto realizzare quest'opera per dimostrare, dopo il successo de L'acqua cheta, come il vernacolo fiorentino fosse adatto anche a rappresentare situazioni drammatiche.

## Trama
L'azione ha luogo a Firenze, in un giardino pubblico, all'inizio del XX secolo.
La scena è animatissima; si balla al suono di un organetto e i più giovani giocano. Amelia e Nunzia discorrono sedute su una panchina. Sopraggiunge una guardia che fa smettere la danze, non permesse.
Amelia cerca di quietare lo scalmanato figlio Oreste, mentre Cesare e Mario corteggiano le ragazze 
Augusta ed Elvira, figlia di Nunzia. Sulla panca si siede anche Enrico, che sembra intenzionato a corteggiare Amelia, che però non gli dà corda e continua a badare al figlio più piccolo Pilade.
Amelia chiacchiera con l'anziana Maddalena, ricoverata alla casa di riposo di Montedomini, che si le racconta di essere caduta in disgrazia e di essere rimasta sola. Amelia si commuove e le dà del denaro per un po' tabacco. Giunge Gaetano, un altro anziano, che indossa la divisa della stessa casa di riposo di Maddalena.
Tutti partono e rimangono solo Maddalena e Gaetano, che a Montedomini non si erano ancora incontrati. Gaetano apre un involto, regalatogli da una cameriera, che contiene del cibo avanzato, inizia a mangiarlo e ne offre a Maddalena. I due parlano della vita a Montedomini, dove si rischia di essere puniti anche solo per la perdita di un fazzoletto, poi aprono un secondo involto dove trovano un budino di riso.
Per porgere a Maddalena un pezzo di budino, Gaetano le avvicina la mano destra e Maddalena nota che è mutilata. Gaetano le racconta di essersi volontariamente tagliato un dito, in gioventù, per non dover fare il soldato e poter rimanere accanto alla ragazza che amava. E così Gaetano e Maddalena si riconoscono: è lei la ragazza amata da Gaetano. Si erano sposati e avevano un bambino, poi lei era scappata perché Gaetano aveva cominciato a picchiarla. Da moltissimi anni non avevano notizie l'uno dell'altra.
Mentre i due vecchi si asciugano vicendevolmente le lacrime, rientra Amelia col marito e i figli. Vedendoli, Gaetano e Maddalena pensano che anche loro sarebbero potuti diventare una famiglia unita come quella. Poi si incamminano per rientrare a Montedomini, riuniti nel dolore.